# الدحية (السياني)

تعديل مصدري - تعديل

الدحية هي إحدى قرى عزلة المجزع بمديرية السياني التابعة لمحافظة إب، بلغ تعداد سكانها 280 نسمة حسب تعداد اليمن لعام 2004.